# Altos Pirineos
Altos Pirineos (65; en francés: Hautes-Pyrénées, en occitano: Nauts Pirenèus / Hauts Pirenèus) es un departamento francés situado en la región de Occitania. Su capital o prefectura es la ciudad de Tarbes. Su gentilicio francés es Hautes-Pyrénéens o Bigourdans.

## Historia
Los Altos Pirineos son uno de los ochenta y tres departamentos originales creados durante la Revolución francesa, el 4 de marzo de 1790 (en aplicación de la ley del 22 de diciembre de 1789). Fueron creados a partir de territorios pertenecientes a la antigua provincia de Gascuña (Bigorra, Quatre-Vallées y otros).
El político revolucionario Bertrand Barère de Vieuzac, a favor de la creación de este departamento, dijo al respecto: Si este país, Bigorre, es demasiado pequeño para formar un departamento, conviene ampliarlo. Sin embargo, sería muy injusto hacer depender sus distritos de una villa extranjera. Sería un crimen político hacer de Tarbes la capital de un miserable distrito.
El territorio de este departamento cubre el área que históricamente se conoce como Bigorre, un territorio en sus inicios independiente, pero que pasó a formar parte de la región de Gascuña durante la Edad Media. Este departamento cuenta actualmente con dos pequeños enclaves territoriales situados dentro del vecino departamento de los Pirineos Atlánticos. Se trata de posesiones que provienen del siglo XII, cuando Gastón IV, el Cruzado, vizconde de Bearn, se desposó con Talesa de Aragón, vizcondesa de Montaner, un pequeño territorio situado entre Bearn y Bigorre. De este modo, Montaner pasó a formar parte de Bearn, salvo cinco parroquias que se reservó Talesa y que han constituido hasta hoy en día dichos enclaves. También durante la Edad Media, los ingleses poseyeron estos territorios en virtud del Tratado de Brétigny (1360).
Durante el siglo XVII, fue un enclave hugonote bajo el dominio del Reino de Navarra, y posteriormente devuelto a Francia por el rey Enrique IV.

## Geografía
El departamento de los Altos Pirineos forma parte de la región francesa de Occitania, limitando al norte con el departamento de Gers, al este con el departamento de Alto Garona, al sur con la provincia española de Huesca, y al oeste con el departamento de los Pirineos Atlánticos.
Tres regiones naturales bien distintas componen el paisaje de los Altos Pirineos: la montaña y sus valles, la zona de colinas y la llanura.
La montaña, formada por los Pirineos, está situada al sur y comprende la mitad del territorio del departamento. Forma una barrera natural entre Francia y España, y sólo una carretera permite la conexión entre ambos países a través del túnel Aragnouet-Bielsa. Treinta y cinco de sus picos superan los 3000 metros de altitud, siendo el Pico Viñamala, con 3298, el punto más elevado. Otras cumbres importantes son el Pic du Midi de Bigorre (2877 m), Neouvielle (3091 m) y Arbizon (2831 m).
Dos zonas geológicas bien diferenciadas caracterizan esta región de montañas: el eje montañoso axial, donde se encuentran las cotas más altas, como el Vignemale; y una zona de roca sedimentaria estriada. Los Pirineos forman un macizo menos elevado que los Alpes, pero más concentrado y lleno de numerosos valles, formando numerosos microclimas protegidos y conservados por las paredes de piedra.
La zona de Tarbes, la capital y ciudad más grande del departamento, es su centro económico y administrativo.
Lourdes es la segunda ciudad más grande del departamento, y está volcada exclusivamente al sector servicios, debido a las grandes peregrinaciones que recibe su santuario durante todo el año.
Otras ciudades y pueblos importantes son Bagnères-de-Bigorre, Argelès-Gazost, Vic-en-Bigorre, Rabastens-de-Bigorre, Maubourguet, y Lannemezan.

## Demografía
| 1801    | 1831    | 1841    | 1851    | 1856    | 1861    | 1866    |
| ------- | ------- | ------- | ------- | ------- | ------- | ------- |
| 174.741 | 233.031 | 244.196 | 250.934 | 245.856 | 240.179 | 240.252 |
| 1872    | 1876    | 1881    | 1886    | 1891    | 1896    | 1901    |
| 235.156 | 238.037 | 236.474 | 234.825 | 225.861 | 218.973 | 215.546 |
| 1906    | 1911    | 1921    | 1926    | 1931    | 1936    | 1946    |
| 209.397 | 206.105 | 185.760 | 187.875 | 189.993 | 188.604 | 201.954 |
| 1954    | 1962    | 1968    | 1975    | 1982    | 1990    | 1999    |
| 203.544 | 211.433 | 225.730 | 227.222 | 227.922 | 224.759 | 222.368 |

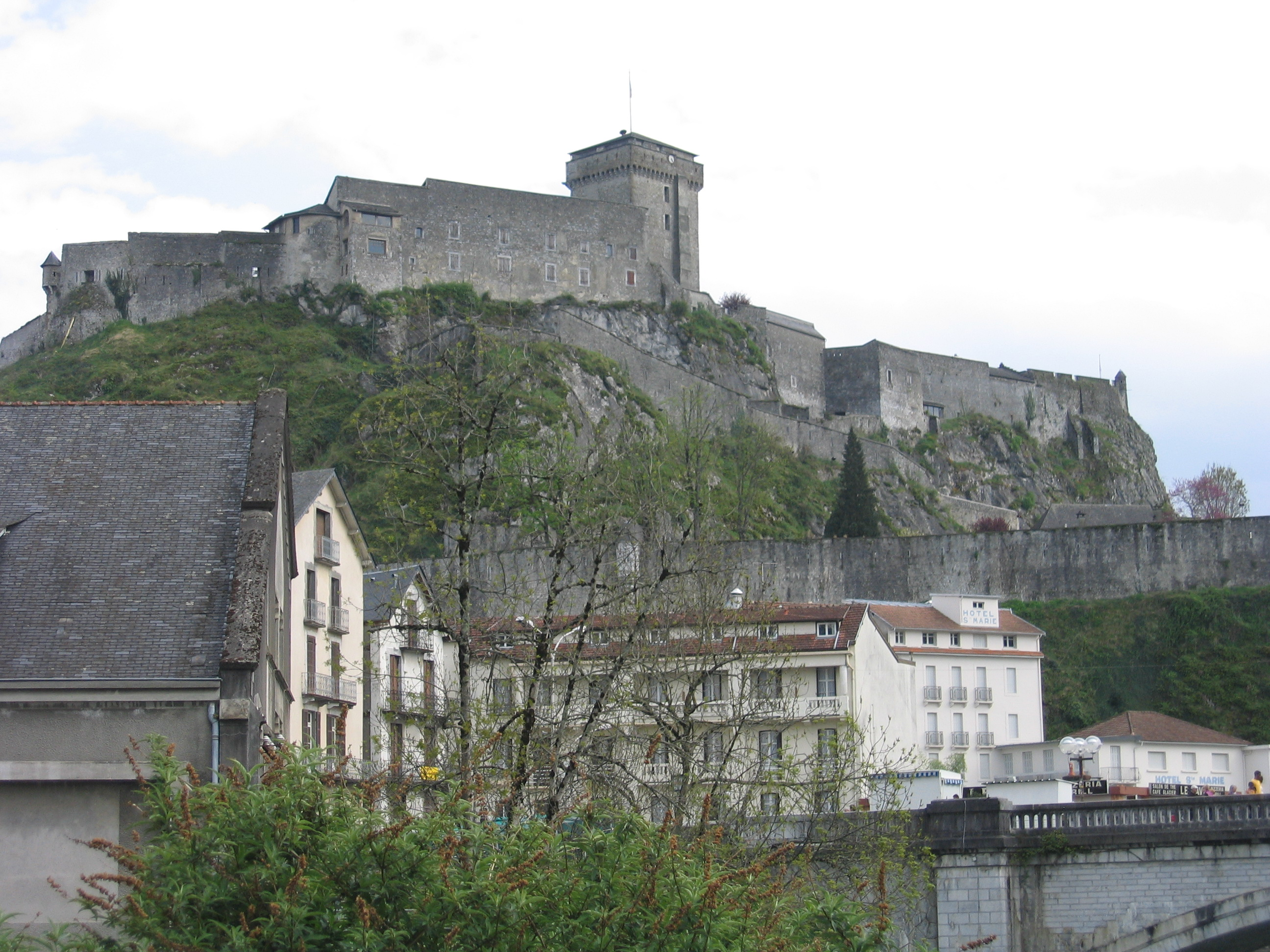
Ciudadela de Lourdes en el departamento de los Altos Pirineos

Las mayores ciudades del departamento son (datos del censo de 1999):
- Tarbes: 46.275 habitantes; 77.414 en la aglomeración.
- Lourdes: 15.203 habitantes; 15.554 en la aglomeración.
- Bagnères-de-Bigorre: 8.048 habitantes; 11.396 en la aglomeración.

## Turismo

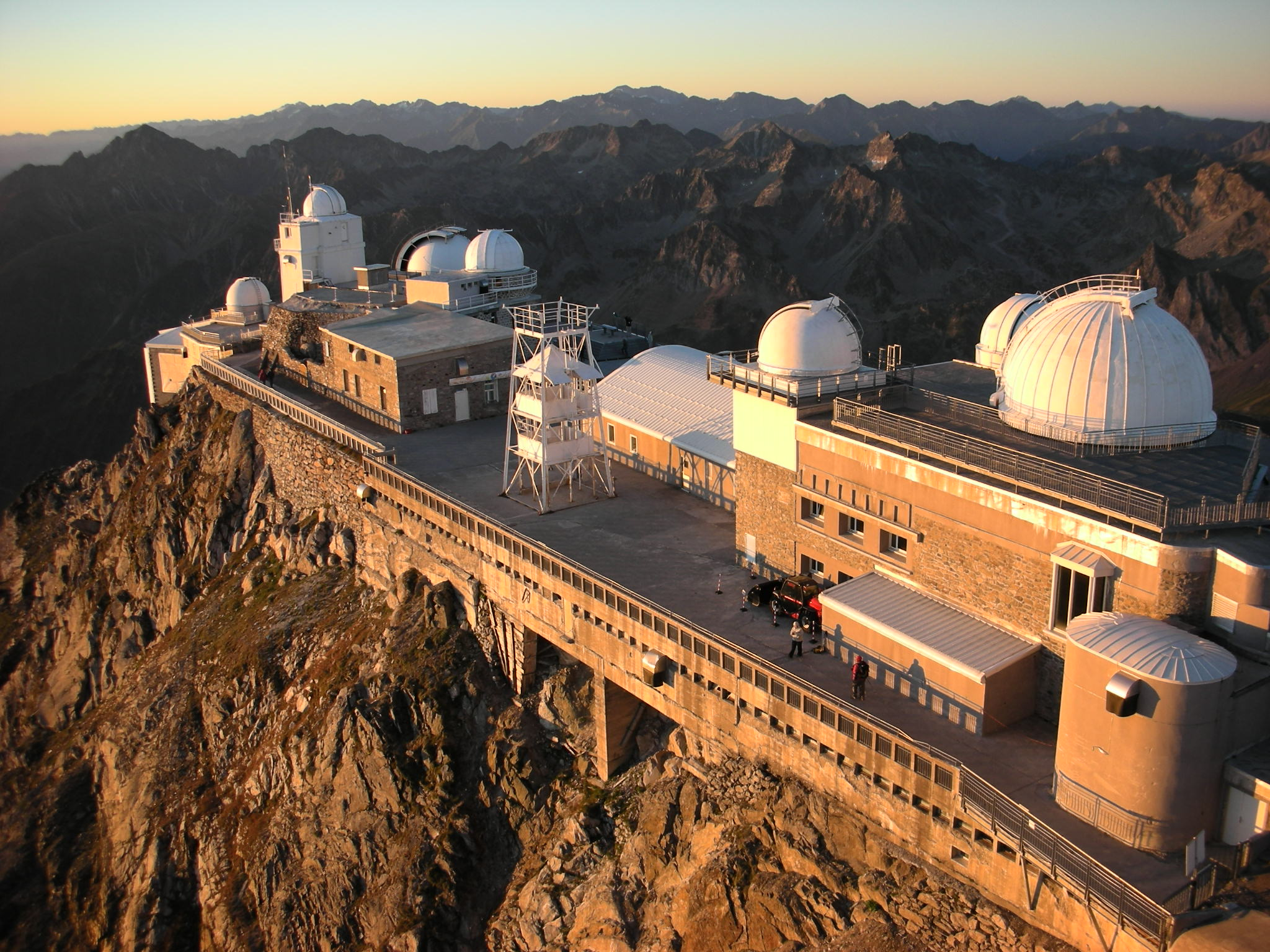
Pic du Midi de Bigorre

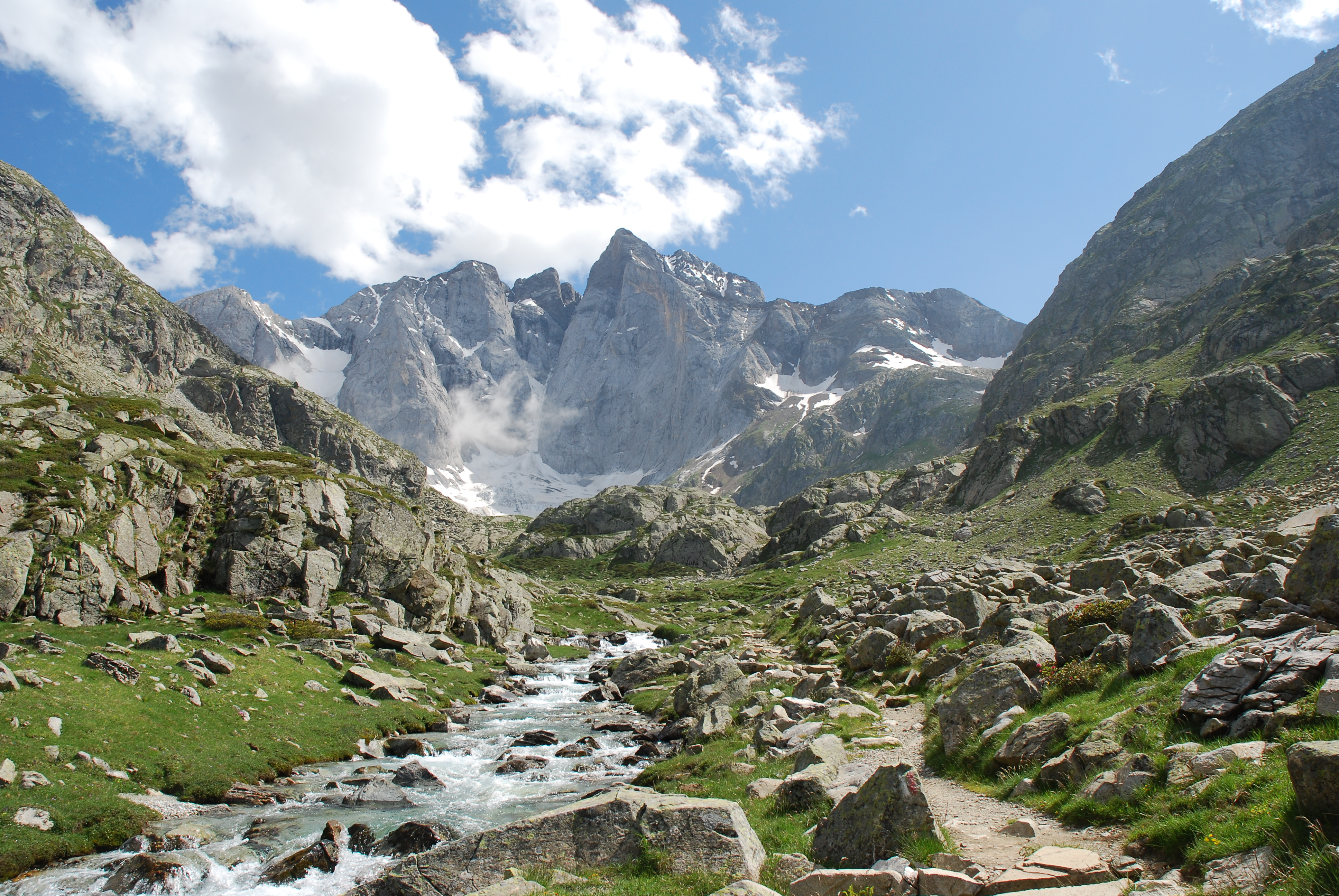
Vignemale

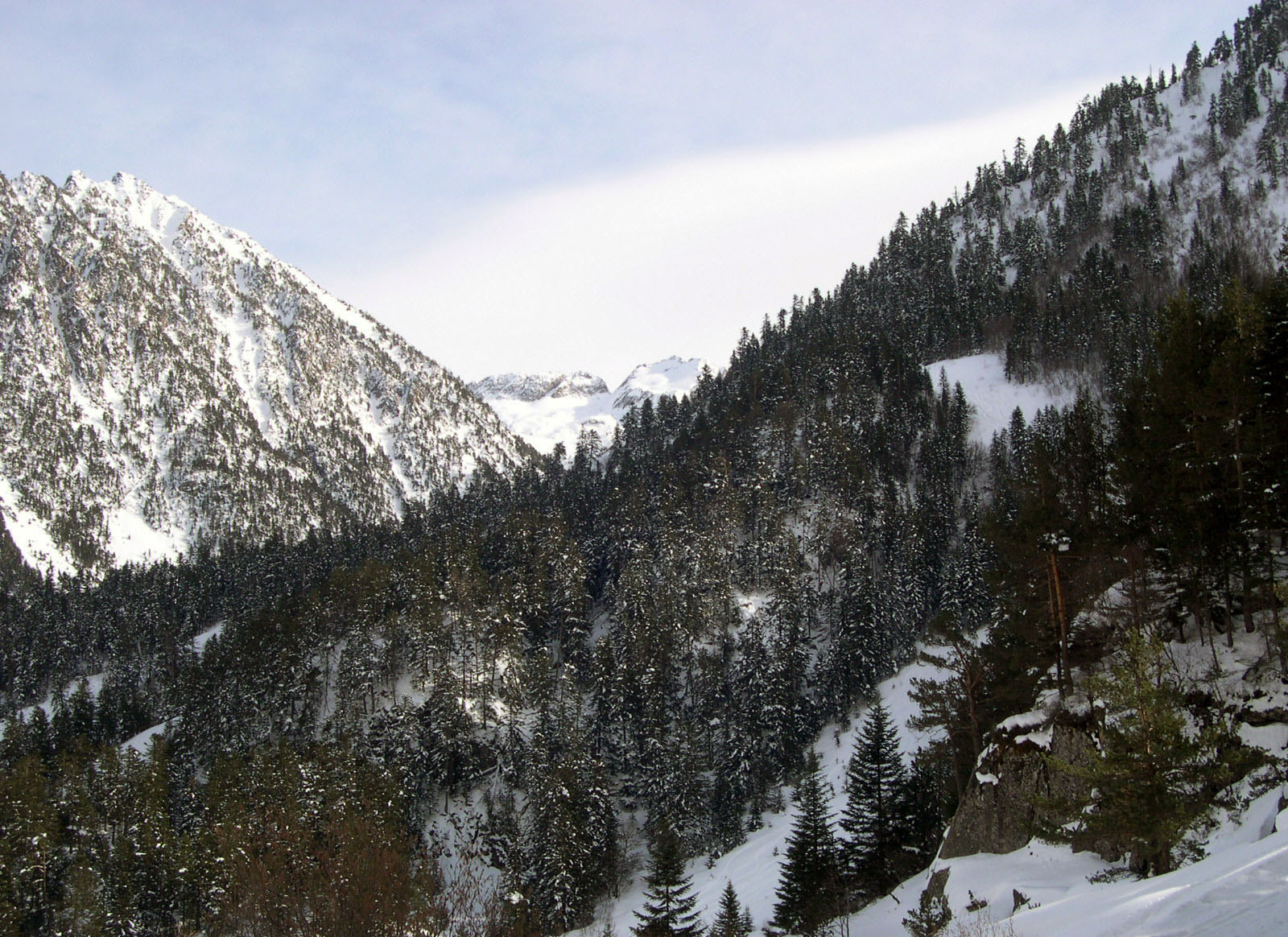
Los Pireneos bajo la nieve cerca de Cauterets

Los Altos Pirineos franceses constituyen un gran centro turístico en cualquier época del año. El lugar está concebido como zona turística y ofrece varios servicios de interés. En él se encuentran diversas poblaciones de gran afluencia turística como son: Argelès-Gazost, Lourdes, Luz-Saint-Sauveur, Cauterets, Gavarnie-Gèdre, Barèges, Bagnères-de-Bigorre, Tarbes, Arreau. Se considera como el lugar idóneo en la cordillera pirenaica para los amantes del esquí y la nieve.

### Lourdes
Lourdes es un importante centro religioso católico de peregrinación.

### Termalismo
Algunas comunas conocidas por sus termas son: Bagnères-de-Bigorre, Cauterets, Barèges, Luz-Saint-Sauveur, Argelès-Gazost, Capvern, Saint-Lary-Soulan.

### Lugares emblemáticos
El Pic du Midi de Bigorre es conocido por su única vista panorámica de las cadenas montañosas franco-españolas. Accesible a todos, es el espacio museográfico más alto de Europa.
El Circo de Gavarnie forma parte del macizo de Monte Perdido que fue declarado en 1997 como Patrimonio de la Humanidad por la Unesco.
El parque nacional de los Pirineos es un espacio protegido que posee paisajes, fauna y flora únicos.
El Col du Tourmalet es un paso montañoso especialmente conocido por su relación con el Tour de Francia.
La reserva de Néouvielle es un espacio natural excepcional con lagos sublimes.
El Pont d'Espagne es otro sitio natural muy frecuentado donde se puede admirar cascadas.